# Poliedru
| Tetraedru regulat poliedru platonic   | Micul dodecaedru stelat poliedru Kepler–Poinsot |
| Icosidodecaedru poliedru arhimedic    | Marele cubicuboctaedru poliedru stelat uniform  |
| Triacontaedru rombic poliedru Catalan | poliedru toroidal                               |

În geometrie, un poliedru este o formă tridimensională formată din fețe poligonale plane, care se întâlnesc în muchii (laturi în geometria multidimensională), care la rândul lor se întâlnesc în vârfuri. Exemple de poliedre sunt cubul, tetraedrul, paralelipipedul etc. Cuvântul provine din limba greacă πολύεδρον, fiind format din prefixul  poli- (din πολύς, română multe) și -edru (din greacă ἕδρα, română bază). Poliedrele sunt cazuri particulare, tridimensionale, ale politopurilor din spațiile multidimensionale. În două dimensiuni echivalentul poliedrului este poligonul.
Un poliedru este convex dacă anvelopa sa este convexă. Exemple de poliedre convexe sunt cubul, piramida etc.
Un poliedru este regulat dacă toate vârfurile, laturile și fețele sale sunt la fel, în sensul că există o operație de simetrie care transformă orice vârf în alt vârf etc. Există doar cinci poliedre regulate, cunoscute și sub numele de corpuri platonice.

## Definiție

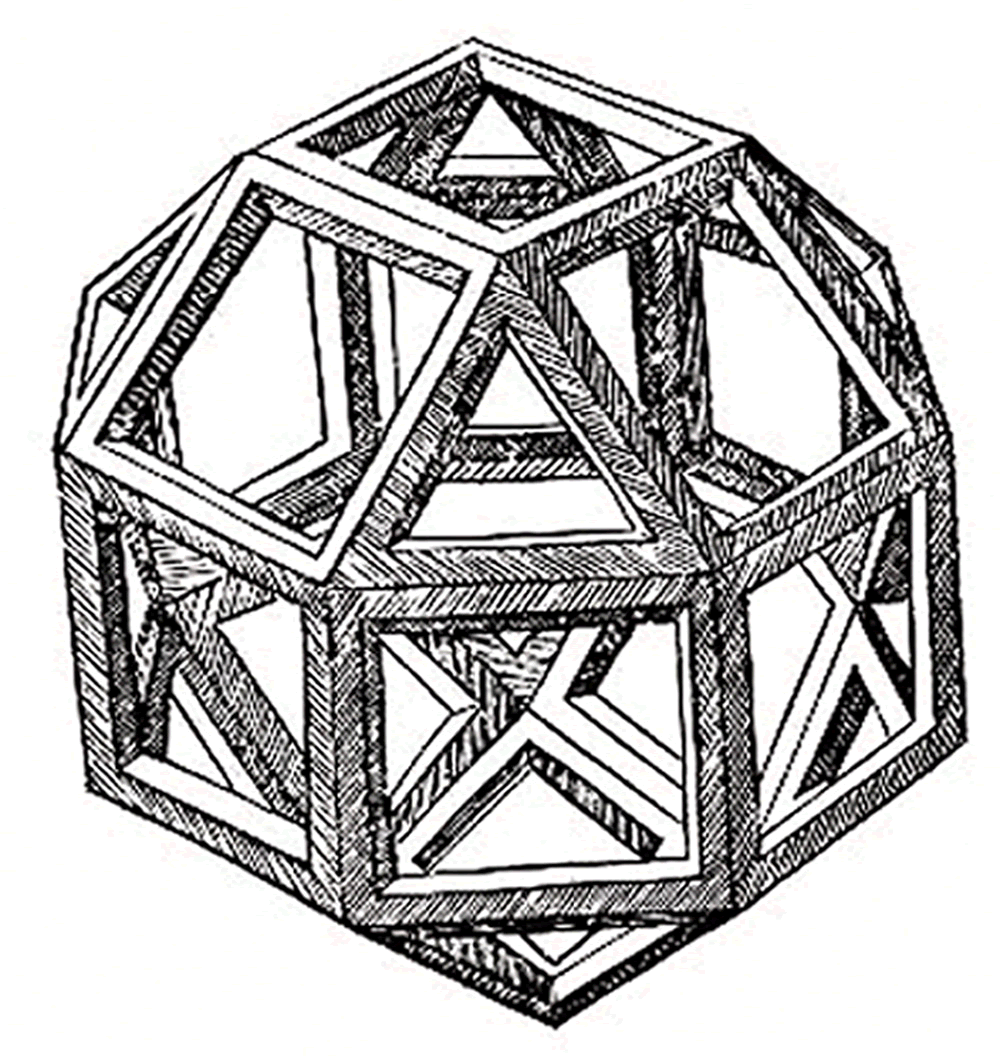
Un poliedru scheletic (un rombicuboctaedru) desenat de Leonardo da Vinci pentru a ilustra o carte de Luca Pacioli

Poliedrele convexe sunt bine definite, cu mai multe definiții standard echivalente. Cu toate acestea, definiția matematică formală a poliedrelor care nu sunt necesar convexe a fost problematică. Multe definiții ale „poliedrului” au fost date în contexte particulare, unele mai riguroase decât altele și nu există un acord universal cu privire la care dintre acestea să fie aleasă. Unele dintre aceste definiții exclud forme care adesea au fost considerate poliedre (cum ar fi poliedrele stelate) sau includ forme care adesea nu sunt considerate poliedre (cum ar fi corpurile ale căror frontiere nu sunt varietăți). După cum a observat Branko Grünbaum,
„Păcatul originar din teoria poliedrelor începe cu Euclid și prin Kepler, Poinsot, Cauchy și mulți alții ... în fiecare etapă ... autorii nu au reușit să definească ce sunt poliedrele.”
Cu toate acestea, există un acord general că un poliedru este un corp sau o suprafață care poate fi descrisă prin vârfurile (puncte din colțuri), muchiile (segmente de dreaptă care leagă anumite perechi de vârfuri) și fețele (poligoane bidimensionale) sale, și că uneori poate se spune că are un volum interior tridimensional specific. Se poate vedea dacă aceste definiții diferite descriu poliedrul ca un corp, dacă îl descriu ca o suprafață sau dacă îl descriu mai abstract pe baza geometriei sale de incidență.
- O definiție obișnuită și oarecum naivă a unui poliedru este aceea că este un corp a cărui frontieră poate fi acoperită de un număr finit de planuri[4][5] sau că este un corp format din reuniunea finită a mai multor poliedre convexe.[6] Rafinările naturale ale acestei definiții necesită ca corpul să fie delimitat, să aibă un interior conectat și, eventual, să aibă și o frontieră conectată. Fețele unui astfel de poliedru pot fi definite drept părți ale frontierei conectate din cadrul fiecărui plan care îl acoperă, iar muchiile și vârfurile ca segmentele de linie și punctele în care se întâlnesc fețele. Însă poliedrele definite în acest mod nu includ poliedrele stelate, care se autointersectează și ale căror fețe nu pot forma poligoane simple și unele dintre cele ale căror muchii pot aparține la mai mult de două fețe.[7]

- Definițiile bazate pe ideea unei suprafețe de delimitare mai degrabă decât pe a unui corp sunt, de asemenea, comune.[8] De exemplu, O'Rourke (1993) definește un poliedru drept o reuniune de poligoane convexe (fețele sale), dispuse în spațiu astfel încât intersecția oricăror două poligoane să fie un vârf, sau o muchie comună, sau o mulțime vidă astfel încât reuniunea lor să fie o varietate.[9] Dacă o parte plană a unei astfel de suprafețe nu este ea însăși un poligon convex, O'Rourke cere să fie împărțit în poligoane convexe mai mici, cu unghiuri diedre de 180° între ele (adică să fie în același plan). Oarecum mai general, Grünbaum definește un poliedru acoptic drept o colecție de poligoane simple care formează o varietate încorporată, având cel puțin câte trei muchii incidente în fiecare vârf și fiecare două fețe care se intersectează o fac numai în vârfurile și muchiile comune.[10] Lucrarea „Poliedrele” a lui Cromwell oferă o definiție similară, dar fără restricția a cel puțin trei muchii per vârf. Din nou, acest tip de definiție nu acoperă poliedrele cu autointersectare.[11] Noțiuni similare formează baza definițiilor topologice ale poliedrelor, ca subdiviziuni ale unei varietăți topologice de discuri topologice (fețele) ale căror intersecții în perechi trebuie să fie puncte (vârfuri), arce topologice (muchii) sau mulțimea vidă. Însă există poliedre topologice (chiar și cu toate fețele triunghiulare) care nu pot fi realizate ca poliedre acoptice.[12]

- O abordare modernă se bazează pe teoria poliedrelor abstracte⁠(d). Acestea pot fi definite ca mulțimi parțial ordonate⁠(d) ale căror elemente sunt vârfurile, muchiile și fețele unui poliedru. Un vârf sau un element al unei muchii este mai mic dimensional decât o muchie sau un element al unei fețe (în această ordine parțială) atunci când vârful este parte a muchiei, respectiv muchia este parte a feței. În plus, în această ordine parțială se poate include un element special inferior (reprezentând mulțimea vidă) și un element superior reprezentând întregul poliedru. Dacă secțiunile ordinii parțiale dintre elementele de pe cele trei niveluri (adică între elementul superior și fiecare față, respectiv între fiecare vârf și elementul inferior) au aceeași structură ca reprezentarea abstractă a unui poligon, atunci aceste mulțimi parțial ordonate conțin exact aceleași informații ca și un poliedru topologic. Totuși, adesea aceste cerințe sunt relaxate pentru a cere în schimb doar ca secțiunile dintre elementele aflate la două niveluri să aibă aceeași structură ca și reprezentarea abstractă a unui segment de linie.[13] (Asta înseamnă că fiecare muchie conține două vârfuri și aparține la două fețe și că fiecare vârf de pe o față aparține la două muchii ale feței respective.) Poliedrele geometrice, definite în alte moduri, pot fi descrise în mod abstract în acest mod, dar este posibilă și utilizarea poliedrelor abstracte ca bază a definiției poliedrelor geometrice. Realizarea unui poliedru abstract este în general considerată a fi o asociere a vârfurilor poliedrului abstract cu puncte geometrice astfel încât punctele fiecărei fețe să fie coplanare. Astfel, un poliedru geometric poate definit ca o realizare a unui poliedru abstract.[14] Au fost luate în considerare și realizări care omit cerința planarității, care impun cerințe suplimentare de simetrie sau care asociază vârfurile cu puncte din spații cu dimensiuni superioare.[13] Spre deosebire de definițiile bazate pe corp și pe suprafață, această definiție funcționează perfect pentru poliedrele stelate. Totuși, fără restricții suplimentare această definiție admite poliedre degenerate (de exemplu prin asocierea tuturor vârfurilor cu un singur punct) și nu a fost rezolvată problema care ar fi constrângerile la realizare care ar evita aceste degenerări.

În toate aceste definiții, un poliedru este de obicei înțeles ca un caz particular tridimensional al politopului, care este o generalizare în orice număr de dimensiuni. De exemplu, un poligon are un „corp” bidimensional și nu are „fețe”, în timp ce un 4-politop are un corp în patru dimensiuni și o varietate suplimentară de elemente tridimensionale celulele. Cu toate acestea, o parte din literatura de specialitate despre geometria dimensional superioară folosește termenul „poliedru” pentru a însemna altceva: nu un politop tridimensional, ci o formă într-un fel diferită de un politop. De exemplu, unele surse definesc un poliedru convex ca fiind intersecția unui număr finit de semispații și un politop ca un poliedru cu marginile extinse.
Restul acestui articol tratează doar poliedrele tridimensionale.

## Caracteristici

### Numărul fețelor
Poliedrele pot fi clasificate și sunt adesea denumite în funcție de numărul fețelor. Sistemul de denumire se bazează pe greaca clasică, de exemplu tetraedru (un poliedru cu patru fețe), pentaedru (cinci fețe), hexaedru (șase fețe), icosaedru (20 de fețe) etc.

### Clasificare topologică

Poliedru cu fețe patrulatere în formă de sticla lui Klein (care se autointersectează)

Suprafața unor poliedre are două fețe distincte. De exemplu, interiorul și exteriorul unui model de hârtie a unul poliedru convex pot fi colorate diferit (deși culoarea dinspre interior va fi ascunsă vizualizării). Aceste poliedre sunt orientabile. Același lucru este valabil și pentru poliedrele neconvexe fără autointersectări. Unele poliedre neconvexe care se autointersectează pot fi colorate în același mod, dar au regiuni întoarse „în afară” astfel încât ambele culori să apară în exterior în locuri diferite; și acestea sunt considerate orientabile. Cu toate acestea, pentru alte poliedre cu autointersectare cu fețe poligonale simple, cum ar fi tetrahemihexaedrul, nu este posibil să fie colorate fețele pe față și pe verso cu două culori diferite astfel încât fețele adiacente să aibă aceleași culori în continuare. În acest caz, se spune că poliedrul este neorientabil. Pentru poliedre cu fețe autointersectate este posibil să nu fie clar ce înseamnă ca fețele adiacente să fie colorate „în continuare”, dar pentru aceste poliedre este încă posibil să se determine dacă este orientabil sau neorientabil, luând în considerare un CW complex cu aceleași incidențe între vârfurile, marginile și fețele sale.
O distincție mai subtilă între suprafețele poliedrului este dată de caracteristica lor Euler, care combină numărul de vârfuri V, muchiile E și fețele F ale unui poliedru în un singur număr χ definit de formula
{\displaystyle \chi =V-E+F.\ }
Aceeași formulă este utilizată și pentru caracteristica Euler a altor tipuri de suprafețe topologice. Este un invariant al suprafeței, ceea ce înseamnă că atunci când o singură suprafață este subdivizată în vârfuri, muchii și fețe în mai multe moduri, caracteristica Euler va fi aceeași pentru aceste subdiviziuni. Pentru un poliedru convex sau, mai general, orice poliedru simplu conectat cu suprafața unei sfere topologice, χ este întotdeauna egal cu 2. Pentru forme mai complicate, caracteristica Euler se referă la numărul de orificii toroidale sau intersectări ale suprafețelor și va fi mai mică de 2. Toate poliedrele cu caracteristică Euler cu număr impar sunt neorientabile. O figură dată cu caracteristică Euler pară poate fi orientabilă sau nu. De exemplu, toroidul cu un singur orificiu și sticla lui Klein au ambele {\displaystyle \chi =0\,}, primul fiind orientabil iar celălalt nu.
Pentru multe (dar nu pentru toate) modalitățile de definire a poliedrelor, suprafața poliedrului trebuie să fie o varietate. Acest lucru înseamnă că fiecare muchie este o parte a frontierei între exact două fețe (interzicând formele cum ar fi reuniunea a două cuburi care se întâlnesc doar de-a lungul unei muchii comune) și că fiecare vârf este incident la un singur ciclu alternant de muchii și fețe (interzicând forme ca reuniunea a două cuburi care au doar un vârf comun). Pentru poliedre definite în aceste moduri, clasificarea varietăților⁠(d) implică faptul că tipul topologic al suprafeței este complet determinat de combinația caracteristicii sale Euler și orientabilitate. De exemplu, orice poliedru a cărui suprafață este o varietate orientabilă și a cărei caracteristică Euler este 2 trebuie să fie o sferă topologică.
Un poliedru toroidal este un poliedru a cărui caracteristică Euler este mai mică sau egală cu 0, sau, echivalent, al cărui gen al suprafeței este 1 sau mai mare. Topologic, suprafețele unor astfel de poliedre sunt suprafețe în formă de tor având una sau mai multe orificii.

### Dualitate

Octaedrul este dualul cubului

Pentru fiecare poliedru convex, există un poliedru dual având
- fețele în locul vârfurilor poliedrului inițial și invers, și
- același număr de muchii.

Dualul unui poliedru convex poate fi obținut prin reciprocitate polară. Poliedrele duale există în perechi, iar dualul unui dual este poliedrul inițial. Unele poliedre sunt autoduale, ceea ce înseamnă că dualul poliedrului este congruent cu poliedrul inițial.
Poliedrele abstracte au, de asemenea, duale, care satisfac în plus condiția că au aceeași caracteristică Euler și orientabilitate ca și poliedrul inițial. Cu toate acestea, această formă de dualitate nu descrie forma poliedrului dual, ci doar structura sa combinatorică. Pentru unele definiții ale poliedrelor geometrice neconvexe există poliedre ale căror duale abstracte nu pot fi realizate ca poliedre geometrice sub aceeași definiție.

### Figurile vârfurilor
Pentru fiecare vârf se poate defini figura vârfului, care descrie structura locală a poliedrului din jurul vârfului. Definițiile precise variază, dar o figură a vârfului poate fi considerată ca fiind poligonul expus de o secțiune prin poliedru care taie un colț. Dacă figura vârfului este un poligon regulat, atunci se spune că vârful în sine este regulat.

### Volum
Corpurile poliedrice au o cantitate asociată numită volum care măsoară cât spațiu ocupă. Familiile simple de corpuri pot avea formule simple pentru volumele lor; de exemplu, volumele de piramide, prisme și paralelipipede pot fi ușor exprimate în funcție de lungimile muchiilor sau de alte coordonate.
Volumele poliedrelor mai complicate pot să nu aibă formule simple. Volumele unor astfel de poliedre pot fi calculate prin împărțirea poliedrului în corpuri mai mici (de exemplu, prin triangulare). De exemplu, volumul unui poliedru regulat poate fi calculat prin împărțirea acestuia în piramide congruente, fiecare piramidă având o față a poliedrului ca bază și centrul poliedrului ca vârf.
În general, din teorema divergenței rezultă că volumul unui corp poliedric este dat de
{\displaystyle {\frac {1}{3}}\left|\sum _{F}(Q_{F}\cdot N_{F})\operatorname {area} (F)\right|,}
unde suma se referă la fețele F poliedrului, QF este un punct arbitrar pe fața F, NF este vector perpendicular pe F și orientat spre exteriorul corpului, iar punctul este operatorul de produs scalar. (În dimensiuni superioare, calculul volumului poate fi dificil datorită dificultății de a enumera fețele unui poliedru convex definit doar prin vârfurile sale. Există algoritmi specifici care determină volumul în aceste cazuri.)

### Invariantul Dehn
În două dimensiuni, teorema Wallace–Bolyai–Gerwien afirmă că orice poligon poate fi transformat în orice alt poligon cu aceeași arie prin tăierea acestuia într-un număr finit de piese poligonale finit și rearanjarea lor. Întrebarea analogă pentru poliedre a fost subiectul celei de-a treia probleme a lui Hilbert. Max Dehn a rezolvat această problemă arătând că, spre deosebire de cazul 2-D, există poliedre de același volum care nu pot fi tăiate în poliedre mai mici și reasamblate în celalalt. Pentru a demonstra acest lucru, Dehn a descoperit o altă valoare asociată cu un poliedru, invariantul Dehn⁠(d), astfel încât două poliedre pot fi divizate și reasamblate unul în celălalt numai când au același volum și același invariant Dehn. Ulterior, Sydler a demonstrat că acesta este singurul obstacol în calea divizării: fiecare două poliedre euclidiene cu același volum și invariant Dehn pot fi divizate și reasamblate unul în celălalt. Invariantul Dehn nu este un număr, ci un vector într-un spațiu vectorial infinit-dimensional.
O altă problemă, a 18-a problemă a lui Hilbert, se referă (printre altele) la  poliedrele care umplu spațiul. Fiecare un astfel de poliedru trebuie să aibă invariantul Dehn egal cu zero.
Invariantul Dehn a fost, de asemenea, conectat la poliedrele flexibile prin teorema tare a burdufului, care afirmă că invariantul Dehn al oricărui poliedru flexibil rămâne invariant pe măsură ce poliedrul flexează.

## Poliedre convexe

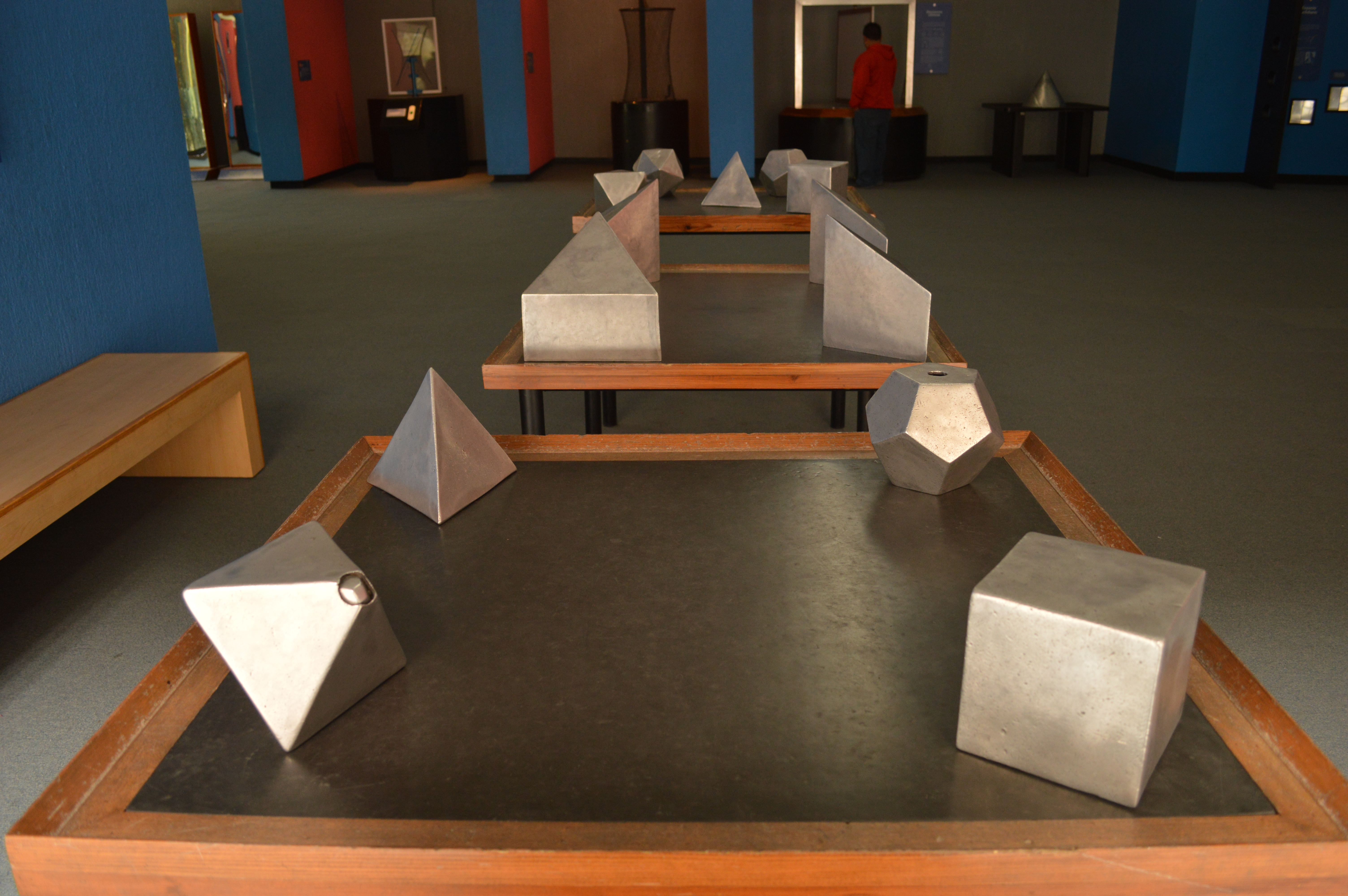
Corpuri poliedrice convexe expuse la muzeul Universum din Ciudad de México

Un corp tridimensional este o mulțime convexă⁠(d) dacă fiecare segment care leagă două dintre vârfurile sale este cuprins în întregime în interiorul său. Un poliedru convex este un poliedru definit de mulțimea convexă a vârfurilor sale. Un poliedru convex poate fi, de asemenea, definit ca o intersecție mărginită a unui număr finit de semispații, sau ca anvelopa convexă a unui număr finit de puncte.
Clase importante de poliedre convexe sunt poliedrele platonice, extrem de simetrice, poliedrele arhimedice și dualele lor — poliedrele Catalan — și poliedrele Johnson cu fețe regulate.

## Simetrii
Multe dintre cele mai studiate poliedre sunt extrem de simetrice, adică aspectul lor nu se schimbă la o reflexie sau rotație în spațiu. Fiecare astfel de simetrie poate schimba locul unui vârf, față sau muchie dată, dar mulțimea tuturor vârfurilor (a fețelor, muchiilor) este neschimbată. Colecția de simetrii a unui poliedru formează grupul său de simetrie.
Aceeași structură abstractă poate susține poliedre geometrice mai mult sau mai puțin simetrice. Dar unde un poliedru are un nume, cum ar fi icosidodecaedru, geometria cea mai simetrică este întotdeauna implicită dacă nu se specifică altfel.
Există mai multe tipuri de poliedre foarte simetrice, clasificate după ce fel de element — fețe, muchii sau vârfuri definesc simetriile:
- Regulate: sunt tranzitive pe vârfuri, muchii și fețe. (Asta implică faptul că toate fețele sunt poligoane regulate identice, și toate vârfurile sunt regulate.)
- Cvasiregulate: sunt tranzitive pe vârfuri și muchii (deci au fețe regulate) dar nu sunt tranzitive pe fețe. Dualul cvasiregulat este tranzitiv pe fețe și muchii (deci au vârfuri regulate) dar nu sunt tranzitive pe vârfuri.
- Semiregulate: sunt tranzitive pe vârfuri dar nu sunt tranzitive pe muchii, iar fețele sunt poligoane regulate. (Aceasta este una dintre definițiile noțiunii, în funcție de autor. Unele definiții se suprapun cu cele ale poliedrelor cvasiregulate.) Aceste poliedre includ prismele semiregulate și antiprismele. Dualul semiregulat este tranzitiv pe fețe dar nu este tranzitiv pe vârfuri, care însă sunt regulate.
- Uniforme: sunt tranzitive pe vârfuri și toate fețele sunt poligoane regulate, adică sunt regulate, cvasiregulate sau semiregulate. Dualul uniform dual este tranzitiv pe fețe și are vârfuri regulate, dar nu este necesar să fie tranzitiv și pe vârfuri.
- Izogonale: sunt tranzitive pe vârfuri.
- Izotoxale: sunt tranzitive pe muchii.
- Izoedrice: sunt tranzitive pe fețe.
- Nobile: sunt tranzitive pe fețe și vârfuri dar nu în mod necesar și pe muchii. Poliedrele regulate sunt și nobile; singurele poliedre uniforme nobile. Dualele poliedrelor nobile sunt și ele nobile.

Unele clase de poliedre au doar o singură axă principală de simetrie. Acestea includ piramidele, bipiramidele, trapezoedrele, cupolele, precum și prismele și antiprismele semiregulate.

### Poliedre regulate
Poliedrele regulate sunt cele mai simetrice. În total există nouă poliedre regulate: cinci poliedre convexe și patru poliedre stelate.
Cele cinci exemple convexe sunt cunoscute încă din antichitate și se numesc poliedre platonice. Acestea sunt piramida triunghiulară sau tetraedrul, cubul, octaedrul, dodecaedrul și icosaedrul:
|                      |                |                     |                       |                      |
| tetraedru (Animație) | cub (Animație) | octaedru (Animație) | dodecaedru (Animație) | icosaedru (Animație) |

Există, de asemenea, patru poliedre stelate regulate, cunoscute sub numele de poliedrele Kepler–Poinsot, după descoperitorii lor:
| Fișier:GreatDodecahedron.svg       | Fișier:SmallStellatedDodecahedron.svg | Fișier:GreatStellatedDodecahedron.svg |                             |
| micul dodecaedru stelat (Animație) | marele dodecaedru stelat (Animație)   | marele dodecaedru (Animație)          | marele icosaedru (Animație) |

Dualul unui poliedru regulat este și el regulat.

### Poliedre uniforme și dualele lor
Poliedrele uniforme sunt tranzitive pe vârfuri și fiecare față este un poligon regulat. Acestea pot fi clasificate în poliedre regulate, cvasiregulate sau semiregulate și pot fi convexe sau stelate.
Dualele poliedrelor uniforme au fețe neregulate, dar sunt tranzitive pe fețe, iar fiecare figură a vârfului este un poligon regulat. Un poliedru uniform are aceleași niveluri de simetrie ca dualul său, cu fețele și vârfurile pur și simplu schimbate. Dualele poliedrelor arhimedice convexe sunt uneori numite poliedre Catalan.
Poliedrele uniforme și dualele lor sunt clasificate în mod tradițional în funcție de gradul lor de simetrie și dacă sunt convexe sau nu.
|              | Convex uniform      | Dual convex uniform | Stelat uniform            | Dual stelat uniform       |
| ------------ | ------------------- | ------------------- | ------------------------- | ------------------------- |
| Regulat      | Poliedre platonice  | Poliedre platonice  | Poliedre Kepler–Poinsot   | Poliedre Kepler–Poinsot   |
| Cvasiregulat | Poliedre arhimedice | Poliedre Catalan    | Poliedre stelate uniforme | Poliedre stelate uniforme |
| Semiregulat  | Poliedre arhimedice | Poliedre Catalan    | Poliedre stelate uniforme | Poliedre stelate uniforme |
| Prisme       | Bipiramide          | Prisme stelate      | Bipiramide stelate        |                           |
| Antiprisme   | Trapezoedre         | Antiprisme stelate  | Trapezoedre stelate       |                           |

### Izoedre
Un izoedru este un poliedru cu simetrii tranzitive pe fețele sale. Topologia lor poate fi reprezentată de configurația feței. Toate cele 5 poliedre platonice și cele 13 poliedre Catalan sunt izoedre, precum și familiile infinite de trapezoedre și bipiramide. Unele izoedre permit variații geometrice, inclusiv forme concave și forme care se autointersectează.

### Grupuri de simetrie

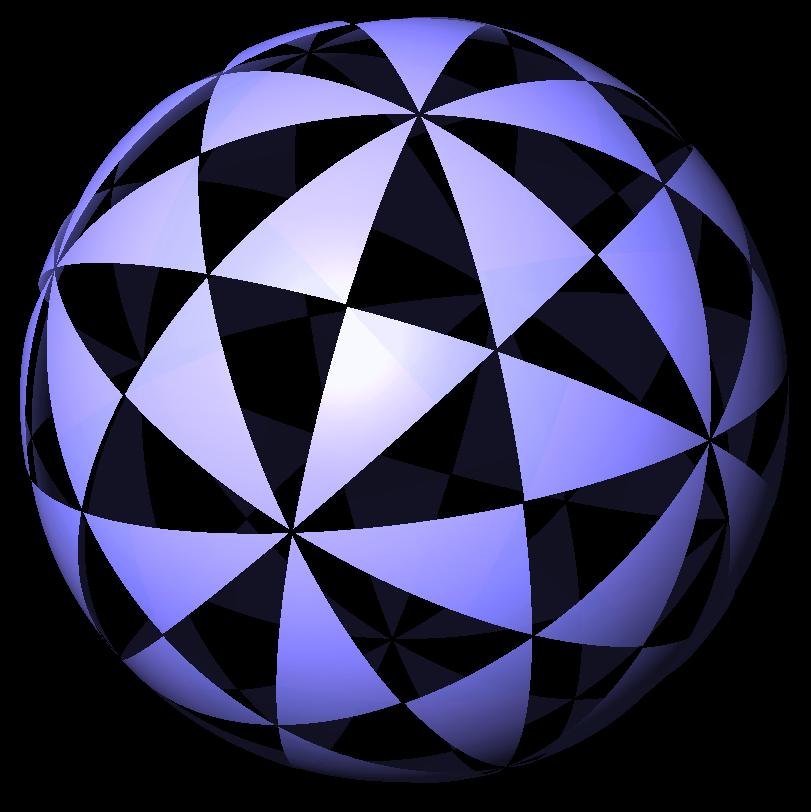
Simetria icosaedrică împarte o sferă în 120 de zone triunghiulare

Multe dintre simetrii sau grupuri punctuale în spațiul tridimensional⁠(d) sunt denumite după poliedrele având simetria respectivă. Acestea sunt:
- T – simetrie tetraedrică chirală; grupul de rotație al tetraedrului regulat; ordinul 12.
- Td – simetrie tetraedrică completă; grupul de simetrie al tetraedrului regulat; ordinul 24.
- Th – simetrie piritoedrică; simetria unui piritoedru; ordinul 24.
- O – simetrie octaedrică chirală; grupul de rotația al cubului și octaedrului; ordinul 24.
- Oh – simetrie octaedrică completă; grupul de simetrie al cubului și octaedrului; ordinul 48.
- I – simetrie icosaedrică chirală; grupul de rotație al icosaedrului și dodecaedrului; ordinul 60.
- Ih – simetrie icosaedrică completă; grupul de simetrie al icosaedrului și dodecaedrului; ordinul 120.
- Cnv – simetrie piramidală.
- Dnh – simetrie prismatică.
- Dnv – simetrie antiprismatică.

Cele cu simetrie chirală nu au simetrie de reflexie și, prin urmare, au două forme enantiomorfe care sunt fiecare reflexia celeilalte. Exemplele includ cubul snub și dodecaedrul snub.

## Alte familii importante de poliedre

### Poliedre cu fețe regulate
Pe lângă poliedrele regulate și uniforme, există și alte clase de poliedre care au fețe regulate, dar simetrie generală mai mică.

#### Fețe regulate egale
Poliedrele convexe la care fiecare față este de același tip de poligon regulat sunt clasificate după tipul feței în trei familii:
- Triunghiuri: aceste poliedre se numesc deltaedre. Există opt exemple de deltaedre convexe: trei dintre poliedrele platonice și cinci poliedre neuniforme.
- Pătrate: cubul este singurul exemplu convex. Alte exemple (policuburile) pot fi obținute prin îmbinarea cuburilor, însă trebuie ca fețele coplanare să fie omise.
- Pentagoane: Dodecaedrul regulat este singurul exemplu convex.

Poliedrele cu fețe regulate congruente cu șase sau mai multe laturi sunt toate neconvexe. Astfel, numărul total de poliedre convexe cu fețe regulate egale este de zece: cele cinci poliedre platonice și cele cinci deltaedre neuniforme. Există infinit de multe exemple neconvexe. Exemplele infinite de tip „burete” numite apeiroedre regulate există în unele dintre aceste familii.

#### Poliedre Johnson
Norman Johnson a căutat care poliedre neuniforme convexe au fețe regulate, deși nu neapărat toate la fel. În 1966, a publicat o listă cu 92 de astfel de poliedre, le-a dat nume și numere și a conjecturat că nu există altele. Victor Zalgaller a demonstrat în 1969 că lista acestor poliedre Johnson a fost completă.

### Piramide
Piramidele includ unele dintre cele mai faimoase poliedre, cum ar fi piramidele egiptene pătrate.

### Poliedre stelate și fațetate
Poliedrele stelate se obțin prin extinderea fețelor în planurile lor astfel încât acestea să se întâlnească pentru a forma un nou poliedru. Prin fațetare se înlătură părți dintr-un poliedru fără a se crea vârfuri noi.
Figurile de mai jos arată câteva poliedre stelate provenite din octaedrul regulat, dodecaedru și icosaedru (Tetraedrul și cubul nu pot genera poliedre stelate deoarece prelungirile fețelor lor nu se mai întâlnesc.)
| octaedru stelat | micul dodecaedru stelat | marele dodecaedru | marele dodecaedru stelat | micul icosaedru triambic | marele icosaedru | icosaedrul stelat final |

### Zonoedre
Un zonoedru este un poliedru convex în care fiecare față este un poligon care este simetric pentru o rotație de 180°. Zonoedrele pot fi, de asemenea, caracterizate ca suma Minkowski⁠(d) a segmentelor de linie și includ mai multe poliedre importante de umplere a spațiului.

### Poliedre care umplu spațiul
Un poliedru care umple spațiul se împachetează împreună cu copii ale sale pentru a umple spațiul. O astfel de umplere a spațiului este adesea numită teselare a spațiului sau a fagurelui. Poliedrele care umplu spațiul trebuie să aibă un invariant Dehn egal cu zero. Unii faguri sunt formați din mai multe tipuri de poliedre.

### Poliedre întregi
Un poliedru convex în care toate vârfurile au coordonate întregi se numește poliedru întreg. Polinomul Ehrhart al unui poliedru întreg calculează câte puncte cu coordonatele întregi se află într-o copie la scară a poliedrului, în funcție de factorul de scară. Studiul acestor polinoame se află la intersecția dintre combinatorică și algebră comutativă.

### Poliedre flexibile
Este posibil ca unele poliedre să-și schimbe forma generală, conservând în același timp formele fețelor lor, variind unghiurile lor diedre. Un poliedru care poate face acest lucru se numește poliedru flexibil. Din Teorema rigidității lui Cauchy, poliedrele flexibile trebuie să fie neconvexe. Volumul unui poliedru flexibil trebuie să rămână constant pe măsură ce se flexează; acest rezultat este cunoscut sub numele de teorema burdufului.

### Compuși poliedrici
Un compus poliedric este format din două sau mai multe poliedre care au centrul comun. Compușii simetrici au adesea aceleași vârfuri ca alte poliedre binecunoscute și pot fi adesea formați și cu poliedre stelate. 

### Poliedre ortogonale
Un poliedru ortogonal este un poliedru ale cărui fețe se întâlnesc în unghiuri diedre drepte și ale căror muchii sunt paralele cu axele unui sistem de coordonate carteziene. (Icosaedrul lui Jessen⁠(d) oferă un exemplu de poliedru care îndeplinește una, dar nu ambele condiții.) În afară de paralelipipedul dreptunghic, poliedrele ortogonale sunt neconvexe. Ele sunt analogii tridimensionale ale poligoanelor ortogonale din două dimensiuni. Poliedrele ortogonale sunt utilizate în geometria algoritmică⁠(d), unde structura lor constrânsă a permis progrese asupra problemelor nerezolvate pentru poliedre arbitrare, de exemplu, desfășurata unui poliedru.

## Generalizări ale poliedrelor
Termenul de „poliedru” a fost folosit pentru o varietate de obiecte cu proprietăți structurale similare cu poliedrele tradiționale.

### Apeiroedre
O suprafață poliedrică clasică are un număr finit de fețe, alăturate în perechi de-a lungul muchiilor. Apeiroedrele formează o clasă înrudită de obiecte cu infinit de multe fețe. Exemple de apeiroedre sunt:
- pavările planelor și
- apeiroedrele regulate, care sunt structuri infinite de tip „burete” (cu goluri).

### Poliedre complexe
Există obiecte numite poliedre complexe⁠(d), pentru care spațiul subiacent este un spațiu Hilbert complex. Definiții precise există numai pentru poliedrele complexe regulate, ale căror grupuri de simetrie sunt grupuri de reflexie complexă⁠(d). Poliedrele complexe sunt matematic mai strâns legate de configurații⁠(d) decât de poliedrele reale.

### Poliedre curbate
Unii autori permit poliedrelor să aibă fețe și muchii curbate. Fețele curbate pot permite existența fețelor digonale cu arie nenulă.

#### Poliedre sferice
Când suprafața unei sfere este divizată de mai multe arce mari (părți din cercuri mari), corpul rezultat se numește poliedru sferic. Multe politopuri convexe având un anumit grad de simetrie (de exemplu, toate poliedrele platonice) pot fi proiectate pe suprafața unei sfere concentrice pentru a produce un poliedru sferic. Cu toate acestea, procesul invers nu este întotdeauna posibil; unele poliedre sferice (cum ar fi  hosoedrele) nu au analogi cu fețe plane.

#### Poliedre curbate care umplu spațiul
Dacă fețele au voie să fie concave și convexe, două fețe ale două corpuri diferite pot fi aduse în contact fără a lăsa spațiu liber între ele. Unele dintre aceste poliedre curbate se pot împacheta împreună pentru a umple spațiul. Două tipuri importante sunt:
- bule în spume, cum ar fi structura Weaire–Phelan[34] și
- forme folosite în arhitectură.[35]

### Poliedre ideale
Poliedrele convexe pot fi definite în spațiul hiperbolic tridimensional la fel ca și în spațiul euclidian, drept anvelopa convexă a mulțimilor finite de puncte. Totuși, în spațiul hiperbolic este de asemenea posibil să se ia în considerare puncte ideale la fel ca și  punctele care se află în spațiu. Un poliedru ideal⁠(d) este anvelopa convexă a unei mulțimi finite de puncte ideale. Fețele sale sunt poligoane ideale, dar muchiile sale sunt definite mai degrabă ca linii hiperbolice decât de segmente de dreaptă, iar vârfurile sale (punctele ideale ale anvelopei convexe) nu se află în spațiul hiperbolic.

### Schelete și grafuri ale poliedrelor
Eliminând fețele, orice poliedru dă naștere unui graf, numit schelet, cu vârfuri și muchii corespunzătoare. Astfel de figuri au o istorie îndelungată: Leonardo da Vinci a conceput schelete ale poliedrelor regulate, pe care le-a desenat pentru cartea „Divina Proportione” a lui Luca Pacioli. Similar modele cadru de sârmă ale poliedrelor apar în lucrarea Stars de M.C. Escher. Un punct culminant al acestei abordări este teorema lui Steinitz⁠(d), care oferă o caracterizare pur teoretică prin grafuri ale scheletelor poliedrelor convexe: afirmă că scheletul fiecărui poliedru convex este un graf plan al conectivității vârfurilor, și orice graf plan 3-conectat este scheletul unui poliedru convex.
O veche idee despre poliedrele abstracte a fost dezvoltată în studiul lui Branko Grünbaum despre „poliedrele fără fețe”. Grünbaum a definit fețele drept mulțimi de vârfuri ordonate ciclic și le-a permis să fie atât plane, cât și strâmbe.
Abordarea din perspectiva grafurilor permite folosirea terminologiei grafurilor și a proprietăților lor la poliedre. De exemplu, tetraedrul și poliedrul Császár sunt singurele poliedre ale căror schelete sunt grafuri complete (K4), iar diferitele restricții de simetrie ale poliedrelor generează schelete ale căror grafuri sunt simetrice.

## Utilizări alternative
În a doua jumătate a secolului al XX-lea s-a constatat că diverse construcții matematice au proprietăți prezente și în poliedrele tradiționale. În loc să se limiteze termenul „poliedru” la a descrie un politop tridimensional, el a fost adoptat pentru a descrie diferite tipuri de structuri asemănătoare, dar distincte.

### Poliedre în dimensiuni superioare
Un poliedru a fost definit ca o mulțime de puncte în spațiul afin real (și în cel euclidian) de orice dimensiune n care are fețe plane. Alternativ, el poate fi definit ca fiind intersecția a mai multor semispații. Spre deosebire de un poliedru convențional, acesta poate fi delimitat sau nelimitat. În acest sens, un politop este un poliedru mărginit.
Analitic, un astfel de poliedru convex este exprimat ca soluția unui sistem de inegalități liniare. Definirea poliedrelor în acest mod oferă o perspectivă geometrică pentru problemele din programarea liniară. Multe forme poliedrice tradiționale sunt în acest sens poliedre. Alte exemple sunt:
- Un cvadrant din plan. De exemplu, regiunea planului cartezian constând din toate punctele deasupra axei orizontale și în dreapta axei verticale:  { ( x, y ) : x ≥ 0, y ≥ 0 } .  Laturile sale sunt cele două axe pozitive iar în rest este nelimitat.
- Un octant în spațiul euclidian tridimensional:  { ( x, y, z ) : x ≥ 0, y ≥ 0, z ≥ 0 } .
- O prismă infinită. De exemplu, o prismă pătrată infinită în ambele părți în spațiul tridimensional, constând dintr-un pătrat în planul "xy" și extinsă de-a lungul axei "z": { ( x, y, z ) : 0 ≤ x ≤ 1,  0 ≤ y ≤ 1 } .
- Fiecare celulă dintr-o teselare Voronoi⁠(d) este un poliedru convex. În teselarea Voronoi a mulțimii S, o celulă A care corespunde punctului c ∈ S, este mărginită (deci un poliedru tradițional) când c se află în interiorul anvelopei convexe a lui S, și nemărginită când c se află pe frontiera anvelopei convexe a lui S.

### Poliedre topologice
Un politop topologic este un spațiu topologic dat împreună cu o descompunere specifică în forme care sunt echivalente din punct de vedere topologic cu politopurile convexe și care sunt lipite între ele în mod regulat.
O astfel de figură se numește complex simplicial dacă fiecare dintre regiunile sale este un simplex, adică într-un spațiu n-dimensional fiecare regiune are n+1 vârfuri.  În mod similar, o clasă studiată pe scară largă de politopuri este cea a poliedrelor cubice, al cărei element de bază este un cub n-dimensional.

### Poliedre abstracte
Un poliedru abstract este definit drept o mulțime parțial ordonată, ale cărui elemente sunt vârfurile, laturile și fețele sale, ordonate de conținut. Mulțimii îi sunt impuse anumite restricții, similare cu proprietățile satisfăcute de poliedrele clasice (inclusiv poliedrele platonice). Elementele sale sunt clasificate după ranguri, în funcție de dimensionalitate:
- rangul 3: elementul maxim, corpul poliedrului;
- rangul 2: fețele poligonale;
- rangul 1: muchiile;
- rangul 0: vârfurile;
- rangul −1: mulțimea vidă, uneori numită politop nul.[38]

Orice poliedru geometric se spune apoi că este o „realizare” în spațiul real al mulțimii abstracte așa cum este descrisă mai sus.

## Istoric

### În vechime
Preistorie
Poliedrele au apărut la începutul formelor arhitecturale, cum ar fi cuburile și cuboizii datând din epoca de piatră, sau cele mai vechi piramide cu patru fețe din Egiptul antic.
Etruscii au precedat grecii în conștientizarea cel puțin a unor poliedre regulate, dovada fiind descoperirea pe Monte Loffa a unui dodecaedru etrusc făcut din steatit. Fețele sale erau marcate cu modele diferite, ceea ce sugerează unor cercetători că ar fi putut fi folosit ca zar.
Civilizația greacă
Cele mai vechi înregistrări scrise cunoscute ale acestor forme provin de la autori clasici greci, care au dat și prima descriere matematică cunoscută a acestora. Grecii anteriori erau interesați în primul rând de poliedrele regulate convexe, care au ajuns să fie cunoscute sub numele de poliedre platonice. Pitagora cunoștea cel puțin trei dintre ele, iar Theaetetus (circa 417 î.Hr.) le-a descris pe toate cinci. În cele din urmă, Euclid a descris construcția lor în Elementele sale. Mai târziu, Arhimede și-a extins studiul la poliedrele uniforme convexe care îi poartă acum numele. Opera sa originală este pierdută și poliedrele respective au ajuns la noi prin Pappus.
China
Zarurile de joc cubice din China au fost datate încă din 600 î.Hr. În 236 d.Hr., Liu Hui descria disecția cubului în tetraedrul său caracteristic (ortoschemă) și corpurile aferente, folosind ansambluri ale acestor corpuri ca bază pentru calcularea volumelor de pământ care trebuie mutate în timpul lucrărilor tehnice.
Civilizația islamică
După sfârșitul erei clasice, savanții din civilizația islamică au continuat să ducă mai departe cunoștințele grecești, în special matematica.
Savantul din secolului al IX-lea Thabit ibn Qurra a dat formule pentru calcularea volumelor de poliedre, cum ar fi piramidele trunchiate. Apoi, în secolul al X-lea Abul Wafa a descris poliedrele sferice regulate și cvasiregulate convexe.

### Renașterea
Ca și în alte zone ale gândirii grecești menținute și îmbunătățite de către erudiții islamici, interesul occidental pentru poliedre a reînviat în timpul Renașterii italiene. Artiștii au construit poliedre scheletice, reprezentându-le ca parte a cercetărilor lor asupra  perspectivei. Mai multe apar în marchetăriile perioadei. Piero della Francesca a dat prima descriere scrisă a construcției geometrice directe a unor astfel de vederi în perspectivă ale poliedrelor. Leonardo da Vinci a realizat modele scheletice ale mai multor poliedre și a desenat ilustrații ale acestora pentru o carte de Pacioli. O pictură a unui artist anonim al lui Pacioli și a unui elev reprezintă un pahar rombicuboctaedric pe jumătate umplut cu apă.
Pe măsură ce Renașterea s-a răspândit dincolo de Italia, artiști ulteriori precum Wenzel Jamnitzer, Dürer și alții au reprezentat și ei diferite poliedre, multe dintre ele noi

### Poliedre stelate

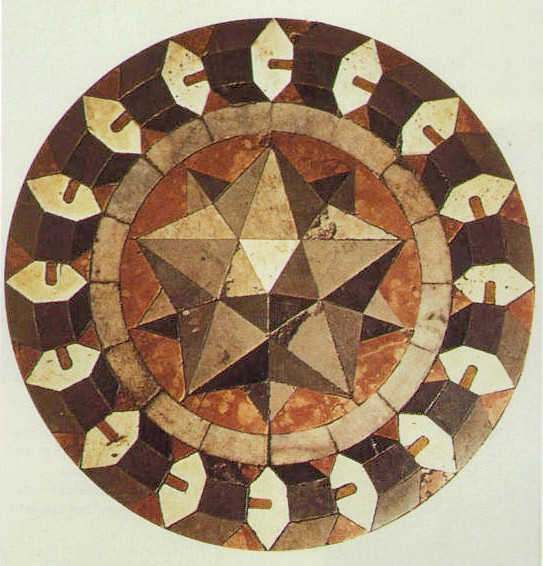
Mozaicul din Bazilica Sfântul Marcu din Veneția reprezentând micul dodecaedru stelat

Timp de aproape 2000 de ani, conceptul de poliedru ca un corp convex a rămas așa cum a fost dezvoltat de matematicienii antici greci.
În timpul Renașterii au fost descoperite formele stelate. Un mozaic din podeaua bazilicii Sfântul Marcu din Veneția prezintă un dodecaedru stelat. Artiști precum Wenzel Jamnitzer au descris noi forme, asemănătoare stelelor, cu complexitate sporită.
Johannes Kepler (1571-1630) a folosit poligoanele stelate, de obicei pentagrame, pentru a construi poliedre stelate. Este posibil ca unele dintre aceste figuri să fi fost descoperite înaintea lui Kepler, dar el a fost primul care a recunoscut că ar putea fi considerate „regulate” dacă s-ar elimina restricția conform căreia poliedrele regulate trebuie să fie convexe. Mai târziu, Louis Poinsot a realizat că se poate folosi figura vârfului stelată și a descoperit cele două poliedre stelate rămase. Cauchy a demonstrat că lista lui Poinsot este completă, iar Cayley le-a dat numele lor acceptate în limba engleză: micul dodecaedru stelat și marele dodecaedru stelat (ale lui Kepler), respectiv marele dodecaedru și marele icosaedru (ale lui Poinsot). Împreună, acestea sunt denumite poliedre Kepler–Poinsot.
Poliedrele Kepler–Poinsot pot fi construite din poliedrele platonice printr-un proces numit stelare. Majoritatea stelărilor nu sunt regulate. Studiul stelărilor poliedrelor platonice a primit un mare impuls în 1938 de la Coxeter și alții, cu acum faimosul articol The Fifty-Nine Icosahedra (română Cele 59 de icosaedre).
Procesul invers al stelării este fațetarea. Fiecare stelare a unui politop este duală, sau reciprocă, față de fațetarea politopului dual. Poliedrele stelate regulate pot fi obținute și prin fațetarea poliedrelor platonice. Bridge (1974) a enumerat fațetările dodecaedrului, descoperind astfel o variantă stelată a icosaedrului care lipsea din setul „59”.
Procesul de descoperire a poliedrelor stelate nu este încheiat.

### Formula lui Euler și topologia
Alte două dezvoltări matematice moderne au avut un efect profund asupra teoriei poliedrelor.
În 1750 Leonhard Euler a tratat pentru prima oară muchiile unui poliedru, descoperind formula sa de corelare a numărului de vârfuri, muchii și fețe. Acest lucru a semnalat nașterea topologiei, uneori denumită „geometria foii de cauciuc”. Henri Poincaré și-a dezvoltat ideile de bază la sfârșitul secolului al XIX-lea. Acest lucru a permis rezolvarea multor probleme privind ceea ce a fost sau nu un poliedru.
Max Brückner a rezumat în cartea sa Vielecke und Vielflache: Theorie und Geschichte (română Poligoane și poliedre: Teorie și istorie) lucrările despre poliedre până la data respectivă, inclusiv multe descoperiri ale sale. Publicat în germană în 1900, lucrarea a rămas puțin cunoscută.
Descoperirea dimensiunilor superioare a dus la noțiunea de poliedru ca fiind un caz particular, tridimensional, al unui politop multidimensional.

### Renaștere din secolul al XX-lea
În primii ani ai secolului al XX-lea, matematicienii își schimbaseră preocupările, iar geometria era puțin studiată. Analiza lui Coxeter din „Cele 59 de icosaedre” a introdus în studiul poliedrelor idei moderne din teoria grafurilor și combinatorică, semnalând o renaștere a interesului pentru geometrie.
Coxeter însuși a reușit să enumere pentru prima dată poliedrele uniforme stelate, să trateze pavările planului drept poliedre, să descopere poliedrele strâmbe regulate⁠(d), să dezvolte teoria poliedrelor complexe, descoperite pentru prima dată de Shephard în 1952, și să aducă contribuții fundamentale în multe alte domenii ale geometriei.
În a doua parte a secolului al XX-lea, Grünbaum a publicat lucrări importante în două domenii. Unul a fost despre politopurile convexe, unde a remarcat o tendință în rândul matematicienilor de a defini „poliedrul” în moduri diferite și uneori incompatibile cu nevoile momentului. Celălalt a fost o serie de articole care lărgeau definiția acceptată a unui poliedru, de exemplu descoperind multe poliedre regulate noi. La sfârșitul secolului al XX-lea aceste ultime idei s-au contopit cu alte lucrări despre complexele de incidență pentru a crea ideea modernă a unui poliedru abstract (drept un 3-politop abstract), prezentat în special de McMullen și Schulte.